# Kartoffelsuppe

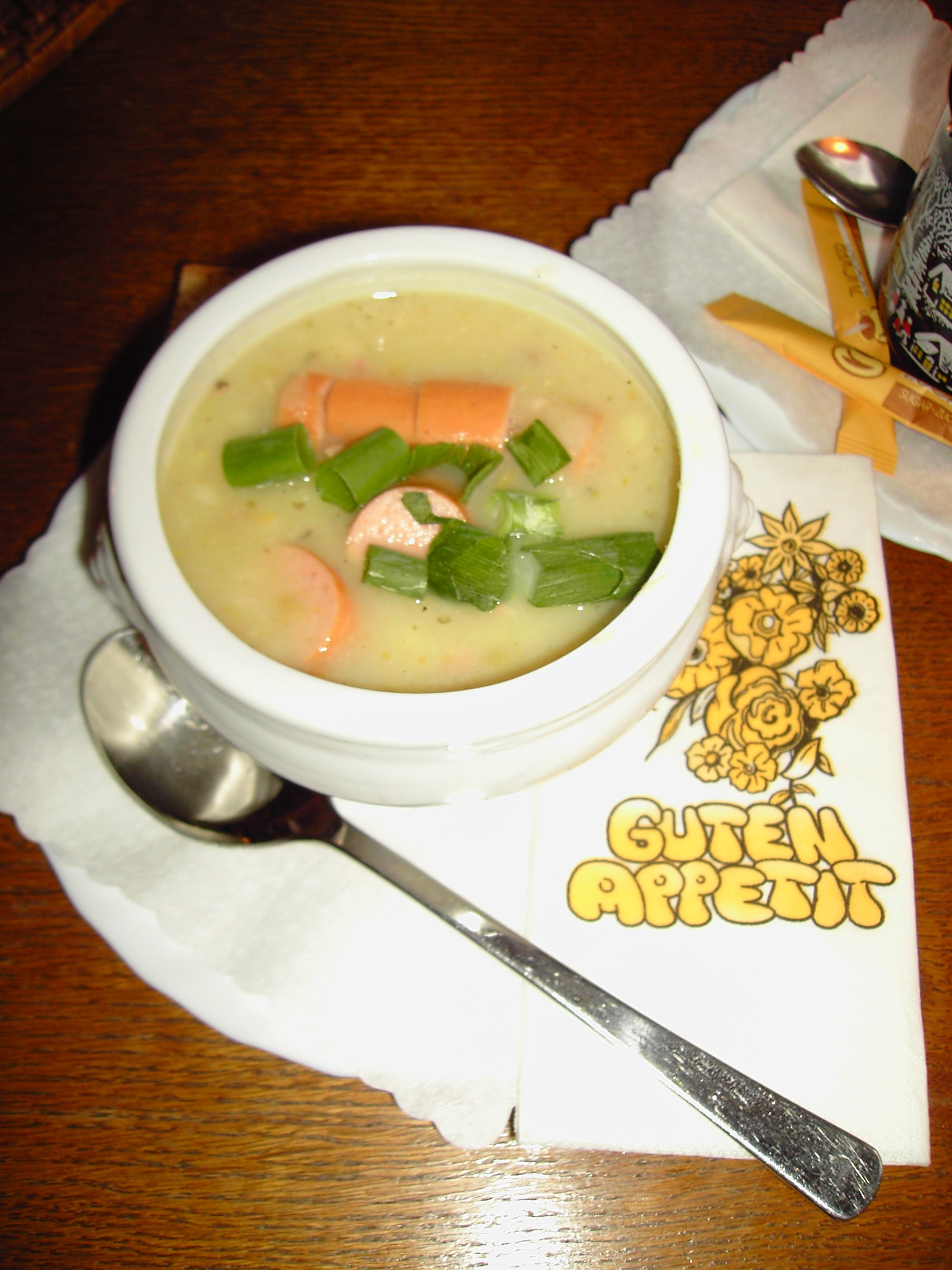
Cuenco de Kartoffelsuppe (sopa de papa) con trozos de Wiener Würstchen (salchicha de Viena)

La Kartoffelsuppe es una sopa tradicional alemana cuyo principal ingrediente es la papa. Existen de esta receta numerosas variantes en las que las patatas se cuecen junto con otras verduras, tales como: zanahorias, apio, cebollas, todo ello en una salmuera o bien caldo de carne. Durante el proceso se aplica un 'machacapuré' (Kartoffelstampfer) para ir garantizando que las patatas y/o verduras se desmenuzan convenientemente. La sopa suele llevar algún contenido cárnico que en la cocina alemana se muestra en forma de salchichas como puede ser algunos pedazos de: Bockwurst, Wiener Würstchen (salchicha de Viena), Fleischklößchen, Leberwurst, Blutwurst, Jagdwurst, etc. Para que espese suele añadirse algunos mendrugos de pan (Semmeln). Como condimento se puede añadir hierbas, pimentón o pimienta.

## Variantes
En el Palatinado se suele servir la Kartoffelsuppe junto con dampfnudel y ciruelas en un platodenominado en la región como: Grumbeersupp mit Quetschekuche (sopa de patatas con Zwetschgenkuchen). En algunas partes del Vorderpfalz y del Rheinhessen existe un plato de composición similar denominado Saurie Brieh (sauere Brühe) en el que se añade alguna cantidad de ajo y de hierbas hasta que llega a tener una consistencia similar a la del caldo verde portugués.